# Kao (peintre)
Pour les articles homonymes, voir Kao.
Kao est un prêtre et peintre japonais actif au début du XVe siècle dont l'œuvre est considérée comme typique de la peinture de l'époque de Muromachi.
Il est surtout connu pour sa représentation du moine légendaire Kensu (Hsien-tzu en Chinois) au moment où il atteint l'illumination. Ce type de peinture est exécuté avec de rapides coups de pinceau et un minimum de détails.